# Tropidieae
Tropidieae – plemię roślin z rodziny storczykowatych (Orchidaceae). Obejmuje 3 rodzaje i około 41 gatunków występujących w Ameryce Południowej, Ameryce Środkowej, Afryce, Azji, Australii, Oceanii.

## Systematyka
Plemię sklasyfikowane do podrodziny epidendronowych (Epidendroideae) w rodzinie storczykowatych (Orchidaceae), rząd szparagowce (Asparagales) w obrębie roślin jednoliściennych.
Wykaz rodzajów
- Corymborkis Thouars
- Kalimantanorchis Tsukaya, M.Nakaj. & H.Okada
- Tropidia Lindl.